# Kohei Usui
Kohei Usui (Kanagawa, 16 juli 1979) is een Japans voetballer.

## Carrière
Kohei Usui speelde tussen 1998 en 2012 voor Shonan Bellmare, Yokohama FC, Montedio Yamagata en Tochigi SC.